# Nimbarus pratensis
Espèce
Nimbarus pratensis est une espèce d'araignées aranéomorphes de la famille des Salticidae.

## Distribution
Cette espèce est endémique de Guinée. Elle se rencontre entre 1 600 et 1 650 m d'altitude sur le mont Tô.

## Description
La carapace des mâles mesure de 1,7 à 2,0 mm de long sur de 1,2 à 1,5 mm et l'abdomen de 1,6 à 1,9 mm de long sur de 1,1 à 1,4 mm.

## Étymologie
Son nom d'espèce, composé de prat[um] et du suffixe latin -ensis, « qui vit dans, qui habite », lui a été donné en référence au lieu de sa découverte, la prairie.

## Publication originale
- Rollard & Wesołowska, 2002 : « Jumping spiders (Arachnida, Araneae, Salticidae) from the Nimba Mountains in Guinea. » Zoosystema, vol. 24, no 2, p. 283-307 (texte intégral).